# Cyclosorus altissimus
Cyclosorus altissimus är en kärrbräkenväxtart som först beskrevs av Holtt., och fick sitt nu gällande namn av Mazumdar och Mukhop. Cyclosorus altissimus ingår i släktet Cyclosorus och familjen Thelypteridaceae. Inga underarter finns listade.